# Bourse du Zimbabwe
Pour les articles homonymes, voir ZSE.
La Bourse du Zimbabwe (en anglais: Zimbabwe Stock Exchange) (ZSE) est une bourse en Zimbabwe basée à Harare. Son histoire remonte à 1896 mais n'est ouverte aux investissements étrangers que depuis 1993. La bourse compte une douzaine de membres. 

## Histoire
La première bourse du Zimbabwe a ouvert ses portes peu après l'arrivée de la Colonne des pionniers à Bulawayo en 1896. Cependant, elle n'a fonctionné que pendant environ six ans. D'autres bourses ont été créées à Gwelo (Gweru) et à Umtali (Mutare). La bourse de Mutare, également ouverte en 1896, a prospéré grâce au succès de l'exploitation minière locale, mais avec la prise de conscience que les gisements de la région n'étaient pas étendus, l'activité a décliné et elle a fermé en 1924. Après la Seconde Guerre mondiale, une nouvelle bourse a été fondée à Bulawayo par Alfred Mulock Bentley et les échanges ont commencé en janvier 1946.
Un deuxième étage fut ouvert à Salisbury (Harare) en décembre 1951 et les échanges entre les deux centres se faisaient par téléphone. Les traders ont continué à travailler par téléphone jusqu’à ce qu’il soit décidé qu’une loi devrait être promulguée pour régir les droits et obligations des membres de la bourse et du grand public investisseur.
La loi sur la bourse de Rhodésie est entrée en vigueur en janvier 1974. Les membres de la bourse ont continué à négocier comme avant et, pour des raisons juridiques, il est devenu nécessaire de créer une nouvelle bourse coïncidant avec l'adoption de la législation. La bourse date de l'adoption de la loi en 1974 et est exploitée et réglementée conformément à la loi et à ses amendements, y compris la loi sur la bourse du Zimbabwe de 1996 : chapitre 24:18.
Après avoir obtenu son indépendance de la Grande-Bretagne en 1980, la bourse a changé son nom de Rhodésie à Zimbabwe Stock Exchange.
Avec le déclin de l'économie zimbabwéenne, l'hyperinflation a rendu le dollar zimbabwéen inutile et le dollar américain a été adopté comme monnaie légale pour les transactions en bourse en février 2009,.
En mars 2009, les échanges commerciaux étaient très limités, et très peu d’investisseurs étrangers étaient prêts à prendre le risque de négocier sur le marché. La plupart des actions se négocient dans la fourchette du cent américain, avec au moins 26 actions différentes qui ne se négocient pas du tout.
Le 26 juin 2020, le gouvernement zimbabwéen a annoncé que la bourse suspendrait ses échanges à partir du 29 juin afin d'imposer des mesures censées remédier au problème du dollar RTGS, qui connaît une forte inflation depuis son introduction. La bourse a repris ses activités le 3 août 2020.